# Panolis flamma
Panolis flamma là một loài bướm đêm trong họ Noctuidae.